# منتخب الولايات المتحدة تحت 20 سنة لاتحاد الرغبي
منتخب الولايات المتحدة الوطني لاتحاد الرغبي تحت 20 سنة (بالإنجليزية: United States national under-20 rugby union team)‏ هو ممثل الولايات المتحدة الرسمي في المنافسات الدولية في اتحاد الرغبي .

## وصلات خارجية
- الموقع الرسمي